# Dieudonné Bougne
 (février 2019).
Dieudonné Bougne est un homme d'affaires camerounais et PDG de Bocom.

## Biographie

### Enfance et débuts
Dieudonné Bougne est né originaire en 1956 de Bansoa. 
Il apprend la couture à Mbalmayo.

### Carrière
Il commence sa carrière comme chargeur de camions de sables, puis docker au port de Douala avant de lancer un atelier de couture. Il crée Bocom et gagne moins d'un an après son premier contrat ave Cotco.
Il dirige le groupe BOCOM (Bougné Compagnie) un groupe de traitement des huiles usagées, de traitement des déchets et d'exploitation minière.